# Saison 2016-2017 de l'Union sportive arlequins perpignanais
Cette page présente la saison 2016-2017 de l'Union sportive arlequins perpignanais en Pro D2.

## Entraîneurs
Jusqu'au 28 septembre 2016
- Christian Lanta
- Philippe Benetton
- François Gelez

À partir du 29 septembre 2016
- Christian Lanta
- Patrick Arlettaz
- Perry Freshwater

## La saison
Budget
Récit

## Effectif 2016-2017
| Nom                     | Poste                  | Naissance         | Nationalité sportive | Sélections | Dernier club          | Arrivée au club (année) |
| ----------------------- | ---------------------- | ----------------- | -------------------- | ---------- | --------------------- | ----------------------- |
| Alex Brown              | Pilier                 | 13 octobre 1989   | Angleterre           | -          | Exeter Chiefs         | 2016                    |
| Enzo Forletta           | Pilier                 | 15 juin 1994      | France               | -          | Formé au club         | 2014                    |
| Gert Muller             | Pilier                 | 5 février 1986    | Afrique du Sud       |            | Stade toulousain      | 2016                    |
| Jaume Genabat           | Pilier                 | 17 décembre 1996  | Espagne              |            | UE Santboiana         | 2016                    |
| Jean-Baptiste Custoja   | Pilier                 | 20 mai 1993       | France               | -          | Formé au club         | 2012                    |
| Joe Jones               | Pilier                 | 24 juillet 1995   | Pays de Galles       |            | Cardiff Blues         | 2016                    |
| Kevin Tougne            | Pilier                 | 13 avril 1997     | France               |            | Stade toulousain      | 2016                    |
| Louis Baëza             | Pilier                 | 20 février 1998   | France               |            | RC Narbonne           | 2016                    |
| Oliver Tomaszczyk       | Pilier                 | 24 novembre 1986  | Angleterre           |            | Jersey Reds           | 2016                    |
| Piet-Loew Strauss       | Pilier                 | 15 mars 1994      | Afrique du Sud       |            | ?                     | 2015                    |
| Quentin Walcker         | Pilier                 | 21 février 1996   | France               |            | Formé au club         | 2016                    |
| Tevita Mailau           | Pilier                 | 25 avril 1985     | Tonga                | -          | Stade montois         | 2015                    |
| Raphaël Carbou          | Talonneur              | 6 septembre 1992  | France               | -          | RC Narbonne           | 2010                    |
| Jean-Philippe Genevois  | Talonneur              | 3 février 1987    | France               | -          | Biarritz olympique    | 2014                    |
| Yann de Fauverge        | Talonneur              | 1er avril 1996    | France               | -          | Formé au club         | 2016                    |
| Bastien Chalureau       | Deuxième ligne         | 13 février 1992   | France               | -          | Stade toulousain      | 2014                    |
| Edoardo Iachizzi        | Deuxième ligne         | 26 mai 1998       | Italie               |            | Lazio Rugby           | 2016                    |
| Guillaume Vilaceca      | Deuxième ligne         | 7 novembre 1983   | France               | -          | Céret sportif         | 2007                    |
| Loïc Charlon            | Deuxième ligne         | 30 avril 1987     | France               | -          | Section paloise       | 2014                    |
| Manuel Plaza            | Deuxième ligne         | 1er avril 1996    | Argentine            |            | Jockey Club de Salta  | 2016                    |
| Paul Ciulini            | Deuxième ligne         | 20 octobre 1995   | Canada               |            | Ontario Blues         | 2016                    |
| Romain Millo-Chluski    | Deuxième ligne         | 20 avril 1983     | France               |            | Stade toulousain      | 2016                    |
| Valentin Chapon         | Deuxième ligne         | 30 novembre 1994  | France               |            | Racing 92             | 2016                    |
| Yohann Vivalda          | Deuxième ligne         | 9 décembre 1988   | France               | -          | Colomiers rugby       | 2015                    |
| Christophe André        | Troisième ligne aile   | 5 octobre 1986    | France               | -          | US Oyonnax            | 2015                    |
| Lucas Bachelier         | Troisième ligne aile   | 26 mars 1995      | France               | -          | Formé au club         | 2014                    |
| Alan Brazo              | Troisième ligne aile   | 31 mai 1992       | France               | -          | Formé au club         | 2014                    |
| Karl Château            | Troisième ligne centre | 15 juin 1992      | France               | -          | Stade toulousain      | 2013                    |
| Genesis Pelepele Lemalu | Troisième ligne aile   | 22 septembre 1988 | Tonga                |            | CS Bourgoin-Jallieu   | 2016                    |
| Alasdair Strokosch      | Troisième ligne aile   | 21 février 1983   | Écosse               |            | Gloucester RFC        | 2012                    |
| Sadek Deghmache         | Demi de mêlée          | 5 octobre 1995    | France               | -          | Formé au club         | 2016                    |
| Sébastien Descons       | Demi de mêlée          | 13 mai 1983       | France               | -          | Racing Métro 92       | 2014                    |
| Théo Ramon              | Demi de mêlée          |                   | France               |            | Tarbes PR             | 2016                    |
| Thibault Dufau          | Demi de mêlée          | 31 janvier 1995   | France               |            | RC Toulon             | 2016                    |
| Tom Ecochard            | Demi de mêlée          | 14 décembre 1992  | France               | -          | RC Narbonne           | 2010                    |
| Mathieu Belie           | Demi d'ouverture       | 20 février 1988   | France               | -          | Aviron bayonnais      | 2014                    |
| Romuald Séguy           | Demi d'ouverture       | 5 février 1996    | France               | -          | Formé au club         | 2014                    |
| Enzo Selponi            | Demi d'ouverture       | 16 juin 1993      | France               | -          | Montpellier HR        | 2015                    |
| Adrea Cocagi            | Trois-quart centre     | 1er mars 1994     | Fidji                |            | Tarbes PR             | 2016                    |
| Apimeleki Nawaqatabu    | Trois-quart centre     | 3 février 1995    | Fidji                |            | Formé au club         | 2016                    |
| Jens Torfs              | Trois-quart centre     | 26 mai 1992       | Belgique             |            | Racing Métro 92       | 2013                    |
| Lifeimi Mafi            | Trois-quart centre     | 15 août 1982      | Nouvelle-Zélande     | -          | Munster               | 2012                    |
| Sione Piukala           | Trois-quart centre     | 6 août 1985       | Tonga                |            | Eastwood              | 2012                    |
| Alexandre Lagarde       | Trois-quart aile       | 31 juillet 1996   | France               |            | CA Brive              | 2016                    |
| Jean-Bernard Pujol      | Trois-quart aile       | 11 avril 1992     | France               | -          | Stade toulousain      | 2014                    |
| Jonathan Bousquet       | Trois-quart aile       | 5 mars 1988       | France               | -          | US Oyonnax            | 2014                    |
| Samuel Faconnier        | Trois-quart aile       | 19 mai 1995       | France               | -          | Formé au club         | 2015                    |
| Yohann Artru            | Trois-quart aile       | 31 mai 1992       | France               | -          | Montpellier HR        | 2015                    |
| Christophe Laporte      | Arrière                | 23 août 1996      | France               | -          | Formé au club         | 2016                    |
| Julien Farnoux          | Arrière                | 24 avril 1993     | France               | -          | ASM Clermont Auvergne | 2014                    |
| Mathieu Acebes          | Arrière                | 1er août 1987     | France               |            | Section paloise       | 2016                    |

## Calendrier et résultats

### Matchs amicaux[3]
- USA Perpignan - RC Narbonne :  0-21
- AS Béziers - USA Perpignan :  19-26
- USA Perpignan - US Carcassonne:  22-8

### Pro D2
| - USA Perpignan - Stade montois : 19-16 - Stade aurillacois - USA Perpignan : 42-13 - USA Perpignan - US Dax : 14-16 - US Carcassonne - USA Perpignan : 38-20 - RC Vannes - USA Perpignan : 19-13 - USA Perpignan - US Oyonnax : 23-18 - AS Béziers - USA Perpignan : 13-24 - USA Perpignan - CS Bourgoin-Jallieu : 45-15 - Soyaux Angoulême XV - USA Perpignan : 20-20 - USA Perpignan - Colomiers rugby : 22-26 - SU Agen - USA Perpignan : 23-6 - USA Perpignan - RC Narbonne : 66-13 - Biarritz olympique - USA Perpignan : 22-19 - US Montauban - USA Perpignan : 31-0 - USA Perpignan - SC Albi : 27-9 | - Stade montois - USA Perpignan : 21-10 - USA Perpignan - Stade aurillacois : 41-20 - US Dax - USA Perpignan : 24-18 - USA Perpignan - US Carcassonne : 17-13 - USA Perpignan - RC Vannes : 39-34 - US Oyonnax - USA Perpignan : 19-9 - USA Perpignan - AS Béziers : 54-17 - CS Bourgoin-Jallieu - USA Perpignan : 12-26 - USA Perpignan - Soyaux Angoulême XV : 36-7 - Colomiers rugby - USA Perpignan : 32-20 - USA Perpignan - SU Agen : 37-20 - RC Narbonne - USA Perpignan : 12-28 - USA Perpignan - Biarritz olympique : 17-8 - USA Perpignan - US Montauban : 37-3 - SC Albi - USA Perpignan : 26-24 |

| Rang | Club                    | J  | V  | N | D  | Bo | Bd | Pm  | Pe  | Diff | Pts |
| ---- | ----------------------- | -- | -- | - | -- | -- | -- | --- | --- | ---- | --- |
| 1    | Oyonnax Rugby (R)       | 30 | 19 | 0 | 11 | 7  | 7  | 790 | 637 | +153 | 90  |
| 2    | SU Agen (R)             | 30 | 18 | 2 | 10 | 5  | 6  | 780 | 624 | +156 | 87  |
| 3    | US Montauban            | 30 | 19 | 0 | 11 | 6  | 4  | 726 | 533 | +193 | 86  |
| 4    | Stade montois           | 30 | 17 | 0 | 13 | 6  | 9  | 738 | 588 | +150 | 83  |
| 5    | Biarritz olympique      | 30 | 18 | 0 | 12 | 5  | 4  | 730 | 637 | +93  | 81  |
| 6    | USA Perpignan           | 30 | 16 | 1 | 13 | 9  | 4  | 744 | 589 | +155 | 79  |
| 7    | Colomiers Rugby         | 30 | 17 | 1 | 12 | 5  | 3  | 760 | 593 | +167 | 78  |
| 8    | Stade aurillacois       | 30 | 15 | 0 | 15 | 5  | 5  | 689 | 712 | -23  | 70  |
| 9    | US Carcassonne          | 30 | 14 | 1 | 15 | 3  | 3  | 648 | 642 | +6   | 64  |
| 10   | AS Béziers              | 30 | 13 | 0 | 17 | 7  | 4  | 694 | 667 | +27  | 63  |
| 11   | RC Vannes (P)           | 30 | 12 | 2 | 16 | 2  | 7  | 659 | 735 | -76  | 61  |
| 12   | RC Narbonne             | 30 | 14 | 1 | 15 | 3  | 0  | 616 | 746 | -130 | 61  |
| 13   | Soyaux Angoulême XV (P) | 30 | 13 | 1 | 16 | 2  | 5  | 565 | 686 | -121 | 61  |
| 14   | US Dax                  | 30 | 13 | 0 | 17 | 1  | 6  | 647 | 845 | -198 | 59  |
| 15   | SC Albi                 | 30 | 12 | 2 | 16 | 1  | 4  | 641 | 781 | -140 | 57  |
| 16   | CS Bourgoin-Jallieu     | 30 | 4  | 1 | 25 | 1  | 6  | 452 | 864 | -412 | 17¹ |

### Championnat de France Espoirs
Après avoir terminé 1er de la poule Élite lors de la première phase du championnat de France espoirs, avec 82 points, l'USAP se trouve qualifié directement pour les demi-finales.
Après avoir éliminé l'Aviron bayonnais en demi-finale 37 à 23, l'USA Perpignan devient champion de France Espoirs, Élite, en battant Castres olympique 18 à 6.
- USA Perpignan (Pro D2)[4] - Castres olympique (Top 14) : 18 - 6[5]

## Statistiques

### Statistiques collectives
Attaque
Défense

### Statistiques individuelles
Meilleurs réalisateurs
- Tom Ecochard : 144 points (28 pénalités, 0 drop, 15 transformations, 6 essais)

Meilleurs buteurs
- Tom Ecochard : 114 points (28 pénalités, 0 drop, 15 transformations)

Meilleur marqueur
1. Mathieu Acebes : 12 essais
2. Sione Piukala : 10 essais
3. Julien Farnoux : 8 essais
4. Tom Ecochard : 6 essais

Joueurs les plus sanctionnés
- Adrea Cocagi : 2 (1 carton jaune, 1 carton rouge)